# Kozłowo (gromada)
Kozłowo – dawna gromada, czyli najmniejsza jednostka podziału terytorialnego Polskiej Rzeczypospolitej Ludowej w latach 1954–1972.
Gromady, z gromadzkimi radami narodowymi (GRN) jako organami władzy najniższego stopnia na wsi, funkcjonowały od reformy reorganizującej administrację wiejską przeprowadzonej jesienią 1954 do momentu ich zniesienia z dniem 1 stycznia 1973, tym samym wypierając organizację gminną w latach 1954–1972.
Gromadę Kozłowo z siedzibą GRN w Kozłowie utworzono – jako jedną z 8759 gromad na obszarze Polski – w powiecie nidzickim w woj. olsztyńskim na mocy uchwały nr 19 WRN w Olsztynie z dnia 4 października 1954. W skład jednostki weszły obszary dotychczasowych gromad Kozłowo, Zabłocie Kozłowskie i Zakrzewo ze zniesionej gminy Kozłowo w tymże powiecie. Dla gromady ustalono 10 członków gromadzkiej rady narodowej.
1 stycznia 1960 do gromady Kozłowo włączono obszar zniesionej gromady Sarnowo w tymże powiecie.
31 grudnia 1961 do gromady Kozłowo włączono wsie Pielgrzymowo, Zaborowo i Zalesie oraz PGR Cebulki ze zniesionej gromady Pielgrzymowo w tymże powiecie.
1 stycznia 1969 z gromady Kozłowo wyłączono enklawy gruntów położone u styku granic powiatów działdowskiego, nidzickiego i mławskiego, włączając je do gromad Działdowo i Narzym w powiecie działdowskim w tymże województwie.
Gromada przetrwała do końca 1972 roku, czyli do kolejnej reformy gminnej. 1 stycznia 1973 w powiecie nidzickim reaktywowano gminę Kozłowo.